# Luigi Bombicci
Luigi Bombicci (Siena, 11 de juliol de 1833 - Bolonya, 17 de maig de 1903) va ser un mineralogista italià. Luigi Bombicci va nàixer família benestant sienesa, fill de Tito Bombicci i de la Comtessa Bulgarini. Quan va fer 15 anys, el 1848, es va inscriure a la Universitat de Pisa, on va obtenir el batxillerat de matemàtiques el 26 de juny de 1850. Tres anys després es va diplomar en ciències naturals. El 1857, es va diplomar en magisteri a l'Escola Normal Superior de Pisa.
El seu mestre principal va ser Giuseppe Meneghini, catedràtic de mineralogia i geologia. A continuació, Bombicci fou nomenat assistent en aquests àmbits el 16 octubre del 1858. Tot i així la seva activitat didàctica no es va limitar a l'àmbit acadèmic, ja que alhora fou nomenat professor d'història natural al Liceu de Pisa, al novembre del 1860.